# Pseudotropheus elongatus
The elongate mbuna (Pseudotropheus elongatus) là một loài cá thuộc họ Cichlidae. Nó là loài đặc hữu của hồ Malawi, Tanzania. Môi trường sống tự nhiên của chúng là hồ nước ngọt.